# سیتوکروم

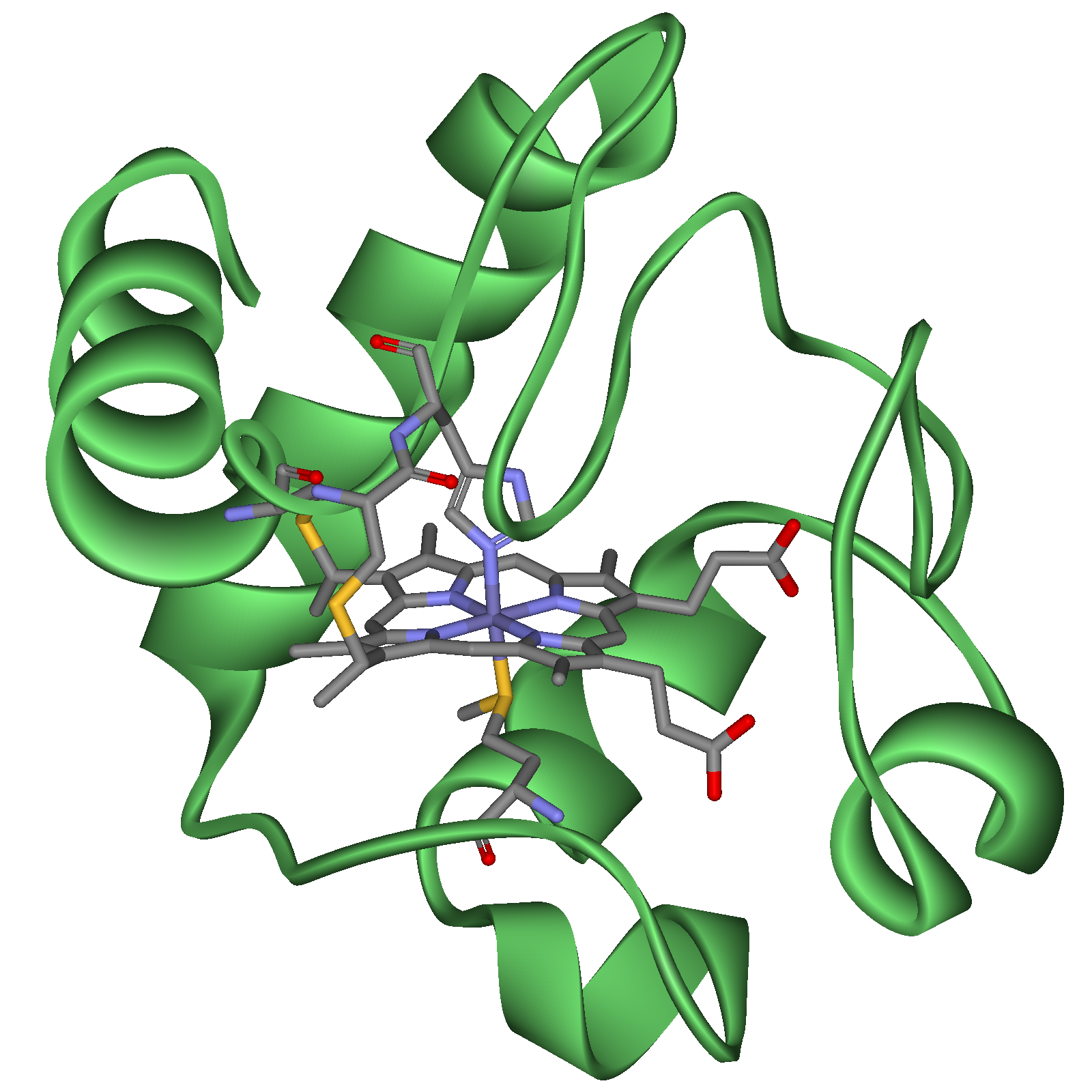
سیتوکروم c

سیتوکروم (به انگلیسی: Cytochrome) پروتئین حامل و رنگدانه‌ای است که در تمام سلول های هوازی و برخی باکتریها وجود دارد. سیتوکرومها اغلب به غشا (مانند غشای داخلی میتوکندری) متصل می‌شوند و در زنجیره انتقال الکترون و تشکیل ATP فعالند.
سیتوکروم‌ها مجموعهٔ بزرگی از هموپروتئینها (ترکیب آهن و پروتئین) هستند که در آن‌ها آهن موجود با دریافت یا از دست دادن الکترون تحت واکنش‌های اکسایش-کاهش قرار می‌گیرد. بسیاری از سیتوکروم‌ها در دستهٔ دهیدروژنازها و بعضی از آن‌ها همچون سیتوکروم aa3 از دستهٔ اکسیدازها یا سیتوکروم p450 از آنزیم‌های هیدروکسیلازها محسوب می‌شوند.

## انواع
انواع Cytochrome a و Cytochrome b در گلبولهای قرمز یافت می‌شوند. Cytochrome c یک پروتئین مونومر است.  سیتوکروم اکسیداز سی در باکتریها مشاهده می‌شود.
| خانواده | عملکرد                                         | نام                                                                               |
| CYP1    | متابولیزم دارو و استروئید (بویژه استروژن)      | 1A1, 1A2, 1B1                                                                     |
| CYP2    | متابولیزم دارو و استروئید                      | 2A6, 2A7, 2A13, 2B6, 2C8, 2C9, 2C18, 2C19, 2D6, 2E1, 2F1, 2J2, 2R1, 2S1, 2U1, 2W1 |
| CYP3    | متابولیزم دارو و استروئید (شامل تستوسترون)     | 3A4, 3A5, 3A7, 3A43                                                               |
| CYP4    | متابولیزم اسید چرب و اسید آراشیدونیک           | 4A11, 4A22, 4B1, 4F2, 4F3, 4F8, 4F11, 4F12, 4F22, 4V2, 4X1, 4Z1                   |
| CYP5    | ترومبوکسان و سنتز آن                           | Thromboxane-A synthase(5A1)                                                       |
| CYP7    | بیوسنتز اسید صفرا                              | 7A1, 7B1                                                                          |
| CYP8    | گوناگون                                        | 8A1 (سنتز پروستاسیکلین), 8B1 (بیوسنتز اسید صفراوی)                                |
| CYP11   | بیوسنتز استروئید                               | 11A1, 11B1, 11B2                                                                  |
| CYP17   | بیوسنتز استروئید، ۱۷ آلفا هیدروکسیلاز          | 17A1                                                                              |
| CYP19   | بیوسنتز استروئید: آروماتاز                     | 19A1                                                                              |
| CYP20   | عملکرد ناشناخته                                | 20A1                                                                              |
| CYP21   | بیوسنتز استروئید                               | 21A2                                                                              |
| CYP24   | شکستن ویتامین دی                               | 24A1                                                                              |
| CYP26   | هیدروکسیلاز رتینوئیک اسید                      | 26A1, 26B1, 26C1                                                                  |
| CYP27   | گوناگون                                        | 27A1 (بیوسنتز اسید صفراوی), 27C1 (عملکرد ناشناخته)                                |
| CYP39   | 7-alpha hydroxylation of 24-hydroxycholesterol | 39A1                                                                              |
| CYP46   | کلسترول 24-hydroxylase                         | 46A1                                                                              |
| CYP51   | بیوسنتز کلسترول                                | 51A1 (لانوسترول 14-alpha demethylase)                                             |

*همچنین مشخص شده است که CYP2A5 در پاک سازی و دفع بیلی روبین نقش دارد.